# IPhone 5
El iPhone 5 es un teléfono inteligente de gama alta desarrollado por Apple Inc. Fue presentado como la sexta generación de iPhone el 12 de septiembre de 2012, siendo el sucesor del iPhone 4s. Presenta un sistema operativo IOS 6, pantalla táctil de 4" (101,6 mm), un procesador Apple A6 de doble núcleo de 1.3 GHz de arquitectura de 32 bits, 8 Mpx de cámara trasera y 1.2 Mpx de cámara frontal, 1 GB de RAM, y presentado con 16, 32 y 64 GB de almacenamiento interno. Fueron lanzados tres modelos: modelo GSM A1428 para Estados Unidos y Canadá, modelo CDMA A1429 para Estados Unidos y Japón, y modelo GSM A1429 para el resto del mundo, que se diferencian entre sí por las redes soportadas.
Apple celebró un evento en San Francisco (California) el 12 de septiembre de 2012, que constituyó el lanzamiento oficial del iPhone 5. Dos días después se tomaron los pedidos anticipados de este dispositivo, recibiendo más de dos millones de solicitudes de reserva en las primeras 24 horas, superando por más del doble al iPhone 4s en el mismo período y retrasando la distribución inicial debido a que la demanda excedió las existencias de la oferta que había sido programada para el 21 de septiembre.
La última versión de software compatible con el iPhone 5 es iOS 10.3.3, traduciéndose en cinco años completos de soporte, siendo el primer iPhone y el segundo dispositivo iOS con más tiempo de soporte hasta la fecha, únicamente por detrás del iPad 2.

## Datos técnicos

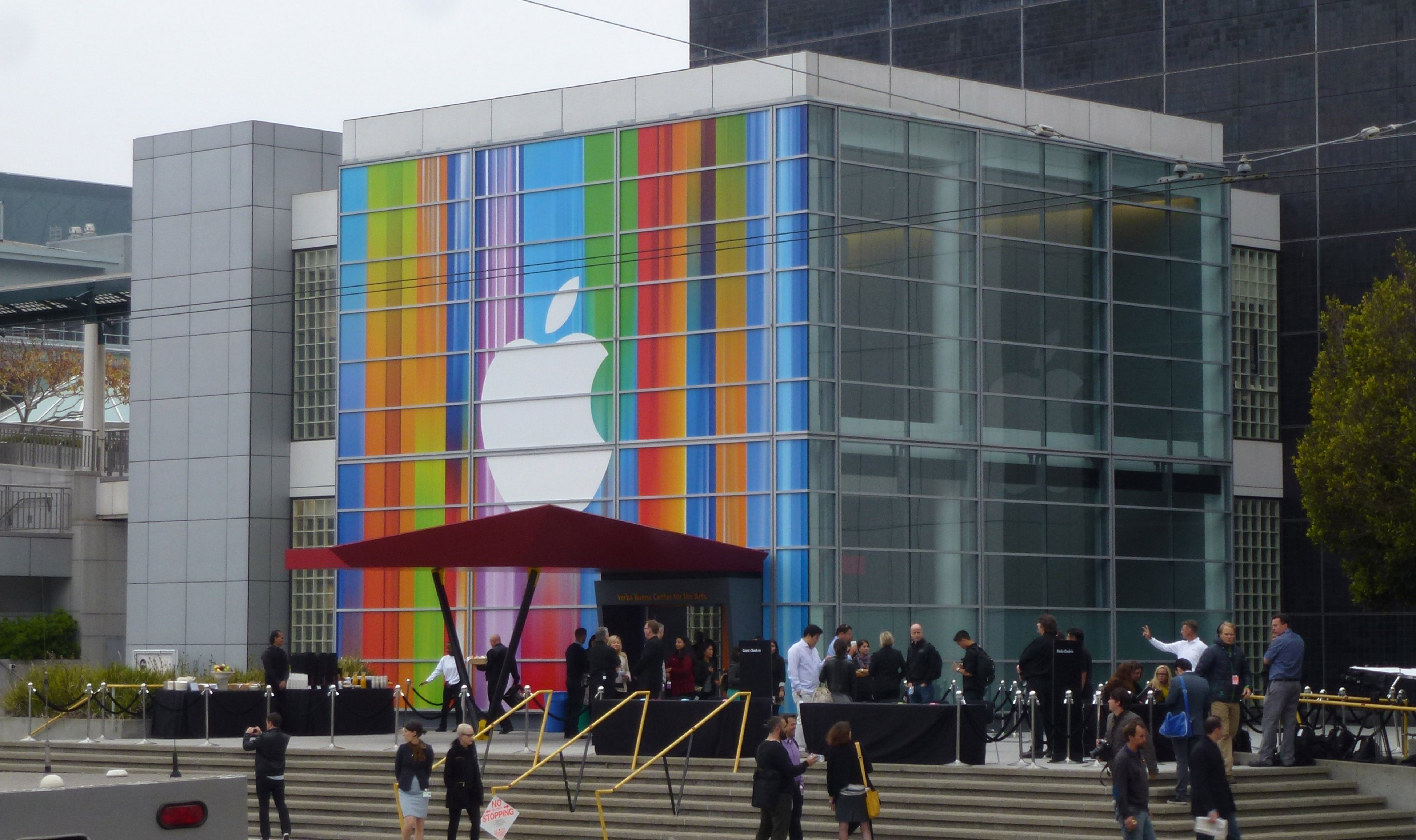
Apple presentó el nuevo iPhone 5 el 12 de septiembre de 2012. Se celebró en el Yerba Buena Center for the Arts, en la ciudad de San Francisco.

El iPhone 5 tiene una pantalla más grande, que acepta cinco filas de iconos más la fila de iconos del dock. Está construido en aluminio. 
El iPhone 5 incorpora LTE, así como nueva tecnología Wi-Fi, que permite usar la banda de 5 GHz y alcanzar velocidades de 100 Mbits/s. Está equipado con el procesador A6 de doble núcleo, dos veces más rápido que el A5 presente en el iPhone 4s, y un 22% más pequeño. También ha mejorado la batería. Ahora dura 10 horas de navegación con Wi-Fi y 8 horas con LTE.
El sensor de la cámara es de 8 megapíxeles y cuenta con una resolución de 3 364 x 2 448 píxeles. El módulo de la cámara es un 25 % más pequeño que en el modelo anterior. Puede tomar fotos panorámicas de hasta 28 megapíxeles. La lente de la cámara está construida en cristal de zafiro, lo que no solo le confiere una gran resistencia, sino también una mayor claridad, aunque un halo de tono magenta aparece cuando una fuente directa de luz está presente en los bordes de la imagen. Sin embargo, según determinados análisis las mejoras de la cámara del iPhone 5 son insignificantes frente a la cámara del iPhone 4S, pero por otro lado, comparando las cámaras de todos los modelos de iPhone hasta la fecha, la del iPhone 5 presenta en algunos test fotos con mayor suavidad y con un nivel más exacto tanto de balance de blancos como de contraste y saturación.
Se puede usar FaceTime a través de la conexión de datos. Dispone de tres micrófonos. Incluye el sistema operativo iOS 6. El terminal está disponible en colores blanco y negro y con capacidad de 16 GB, 32 GB o 64 GB. Hace uso de tarjeta nano-SIM. después del lanzamiento del 5c y el 5s el iPhone 5 ya no se encuentra en venta en la página oficial de Apple.com.

## Diseño
El iPhone 5 incorpora la primera pantalla Retina con tecnología táctil integrada; esto significa que, en lugar de una capa separada de electrodos táctiles entre los píxeles de la pantalla, los píxeles tienen una doble tarea: funcionan como electrodos sensibles al tacto mientras muestran las imágenes, todo al mismo tiempo. Así se logra un 18 % más de píxeles, resultando en una resolución de 1136 x 640 a 326 píxeles por pulgada, un 44 % más de saturación de color. El iPhone 5 permite visualizar vídeos en HD en pantalla widescreen sin distracciones. La pantalla es un 30 % más delgada que su predecesora.
Durante el proceso de ensamblaje, cada estructura de aluminio del iPhone 5 es fotografiada por dos cámaras de alta potencia de 29 Mpx. Luego, una máquina compara las imágenes con 725 incrustantes de corte único para encontrar la combinación más precisa.
Aunque la superficie de la cámara iSight es igual de clara que un cristal, no está hecha de cristal, sino de cristal de zafiro, cuya dureza solo es superada por el diamante en la escala de materiales transparentes, y esto significa que la superficie de la lente es mucho menos propensa a rasguños.
Para cortar los biseles del iPhone 5 se utiliza un diamante cristalino, y este proceso le da al borde biselado un aspecto brillante.
La parte posterior del iPhone 5 está hecha de aluminio anodizado serie 6000 (el mismo material que se usa en los MacBooks de Apple), con incrustantes a lo largo de la parte superior e inferior hechos de cristal cerámico (en el modelo blanco y plateado), o de cristal pigmentado (en el modelo negro y gris oscuro).[cita requerida]

## Distribución
Apple vendió 5 millones de su iPhone 5 en los primeros días en el mercado. El dispositivo fue distribuido progresivamente a nivel mundial desde el 21 de septiembre hasta finales de 2012.
En la entrada de este iPhone al mercado, se ha constatado que el nuevo iPhone de color negro es bastante sensible a los arañazos en su parte trasera, donde se encuentra colocada la pieza de aluminio, y sobre todo, en los bordes biselados.

## Imágenes

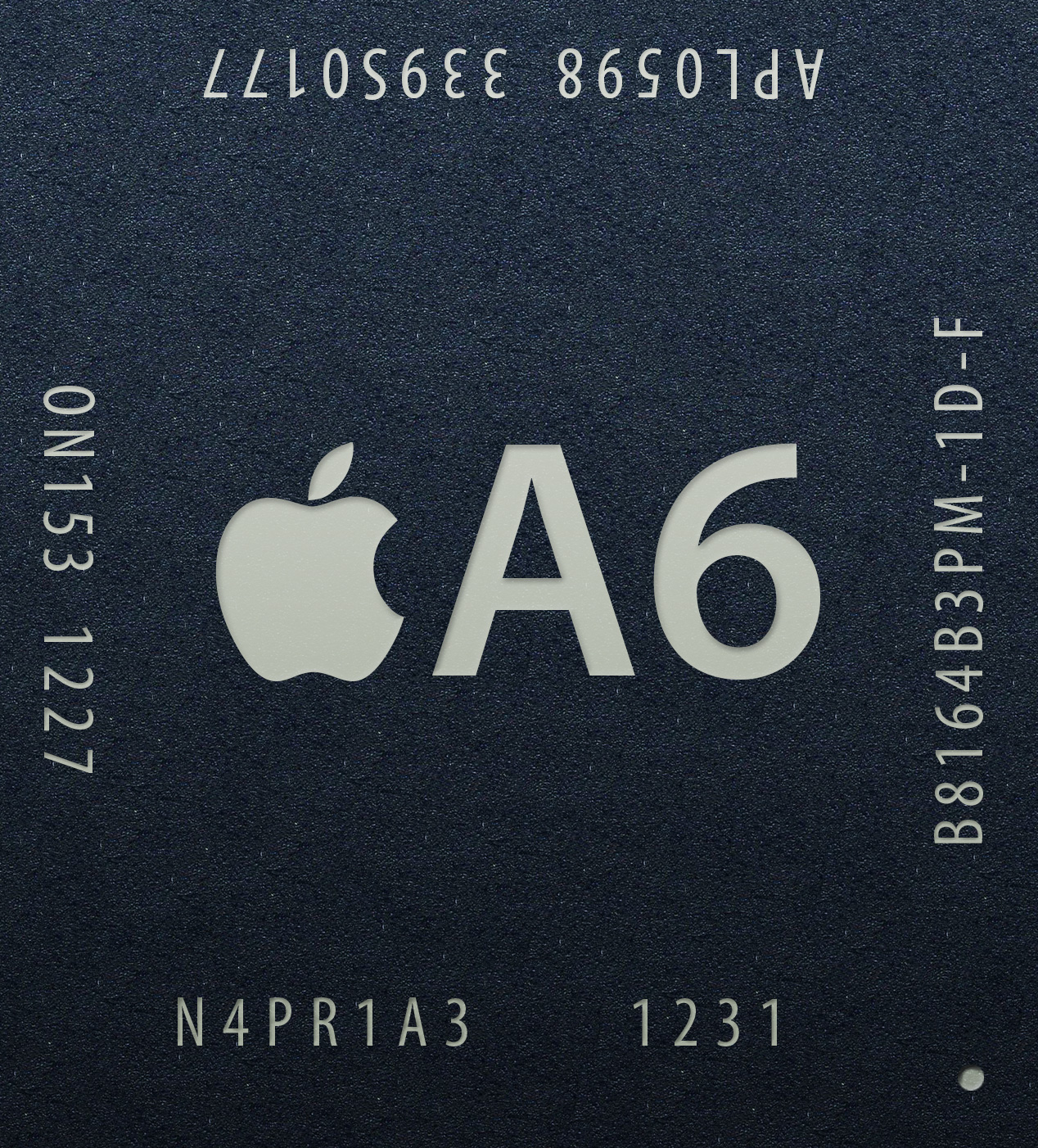
Procesador A6
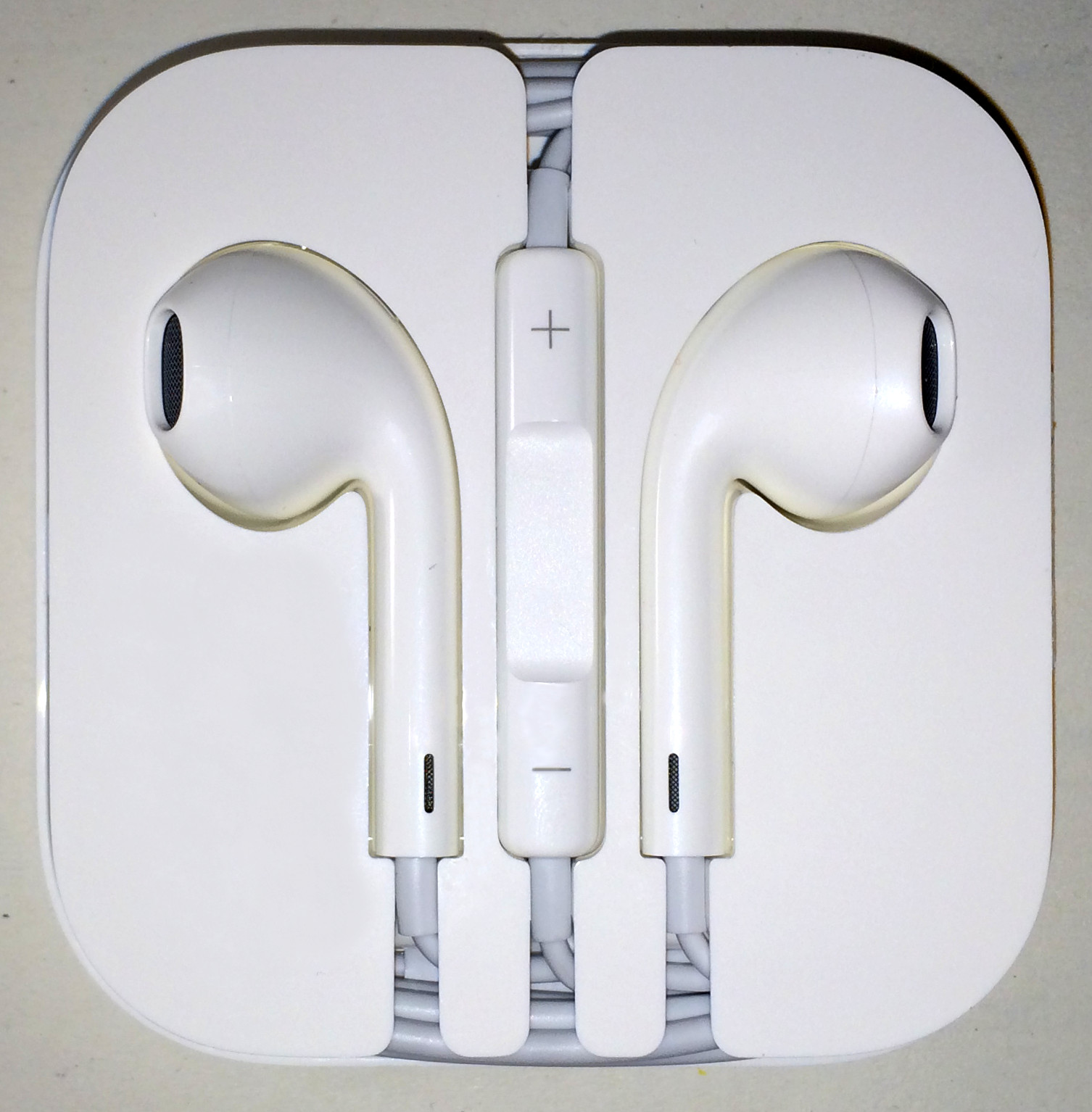
Nuevos auriculares EarPods en su funda
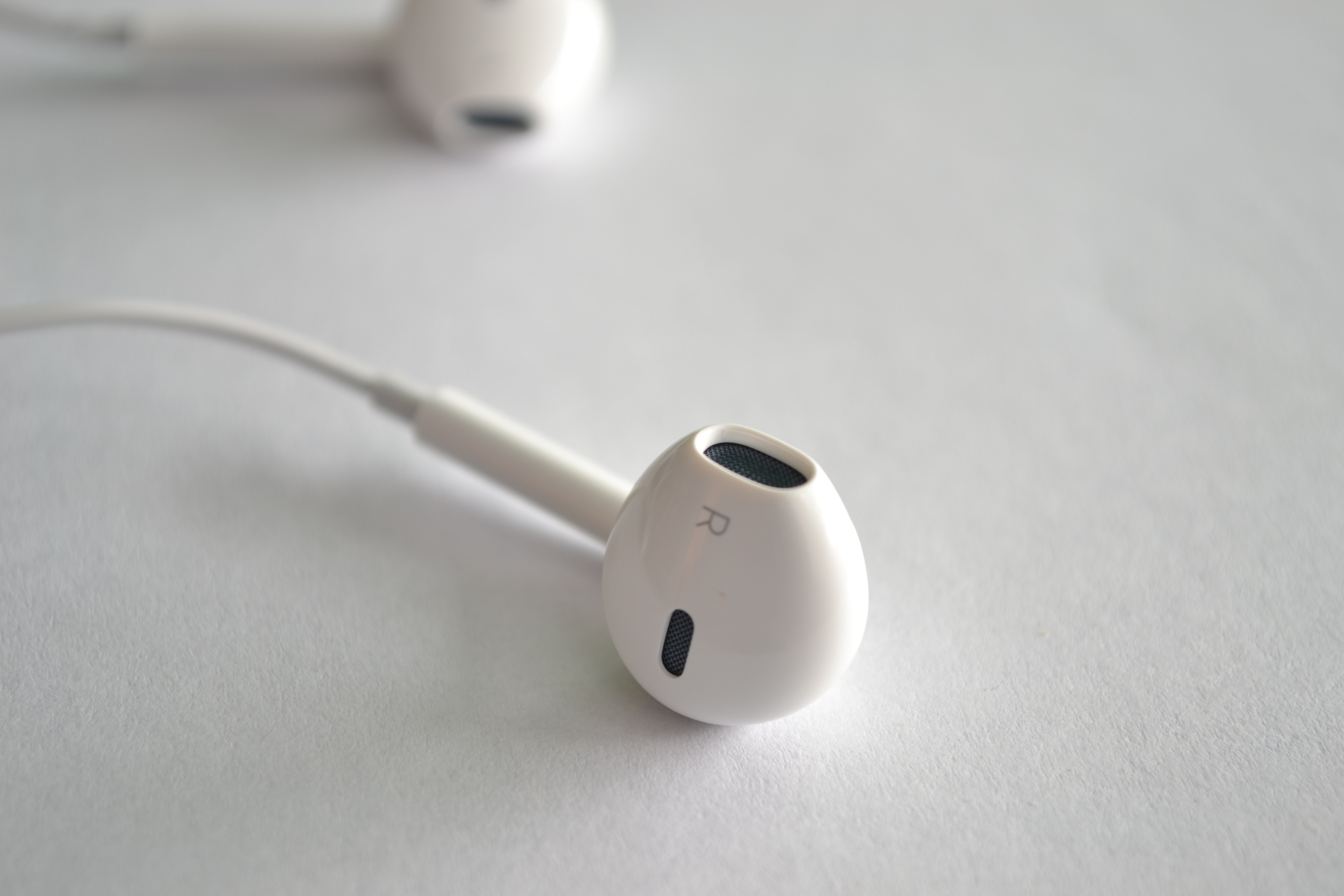
Nuevos auriculares EarPods
Nuevo conector Lightning
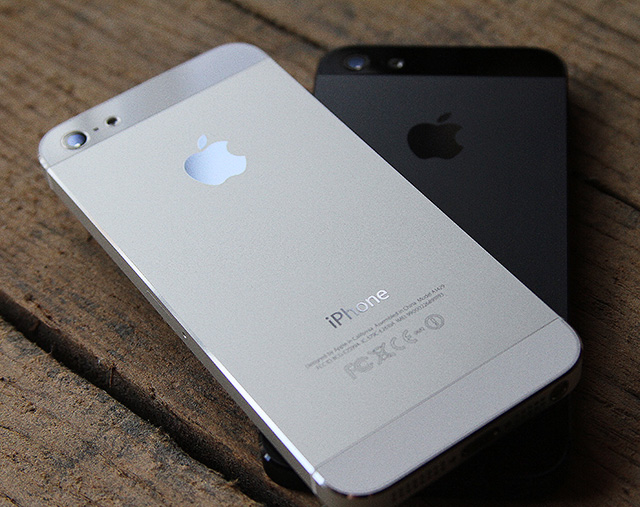
iPhone 5 de ambos colores